# Валдіс Калнрозе
Ва́лдіс Калнрозе (латис. Valdis Kalnroze; *17 січня 1894, Кулдіга — †16 квітня 1993, Рига) — латвійський художник.

## Біографія
Валдіс Калнрозе (до 1961 Волдемар Розенбергс) народився 17 січня 1894 в місті Гольдінгене Курляндської губернії Російської імперії (нині — місто Кулдига в Латвії) в родині пекаря Карліса Розенберга.
Навчався в Лієпайській основній школі, в художній студії А. Стунди, закінчив Латвійську академію мистецтв (пейзажна майстерня Вільгельма Пурвітіса, 1932).
Впродовж життя поміняв багато професій і робочих місць, в тому числі деякий час працював в Лієпайському театрі. У роки Першої світової війни біженцем жив на острові Сааремаа. Після повернення до Латвії брав участь в Боротьбі за незалежність.
Входив до складу художньої секції латвійського творчого об'єднання «Зелена ворона» (1929). Член Спілки художників Латвії (1944-1952; відновлений в 1957). Заслужений діяч мистецтв Латвії (1963). Народний художник Латвії (1970). Лауреат Державної премії Латвії (1980).
Помер 16 квітня 1993 в Ризі. Похований на Лісовому цвинтарі.

## Творчість
Брав участь у виставках з 1928. Пейзажист. Віртуозно передавав інтонаційно тонкі композиції при зображенні предметів. З 1960-х працював переважно в жанрі марини. Для додання експресивності нерідко користувався мастихіном.

## Найвідоміші роботи
- «Осінь в маленькому містечку»
- «Три брата»
- «Біля річки восени»
- «Стара Рига»
- «Пора цвітіння»
- «Півонії»
- «Сутінки на узбережжі»
- «Троянди і лимон»
- «Море в Звейніекціемсе»
- «Вечірня година»